# Řepčice (Velké Popovice)
Řepčice je vesnice v okrese Praha-východ, je součástí obce Velké Popovice. Nachází se asi 2,6 km na jihozápad od Velkých Popovic. Je zde evidováno 87 adres.

## Další fotografie

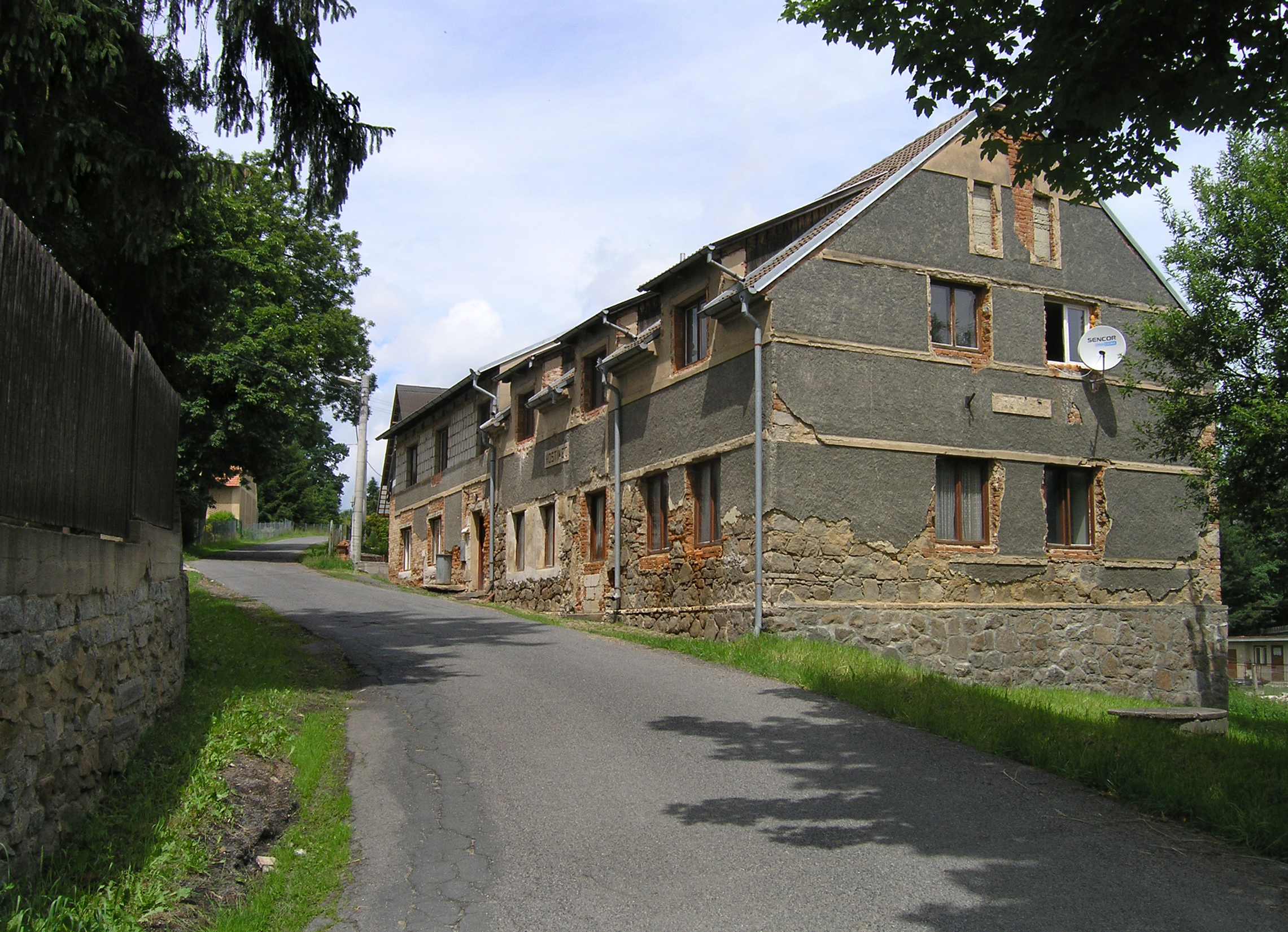
Stará hospoda
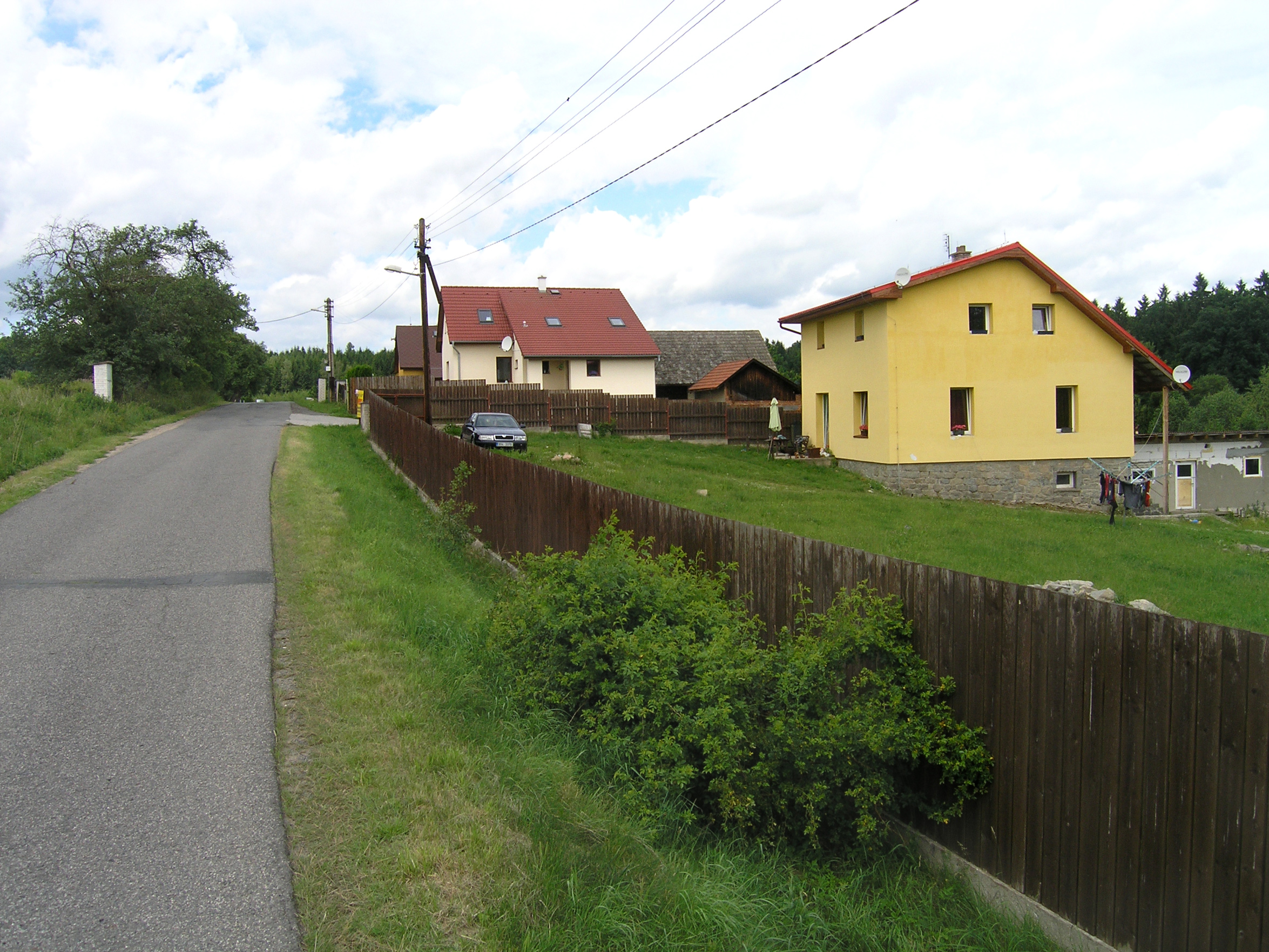
Nové domky na severu
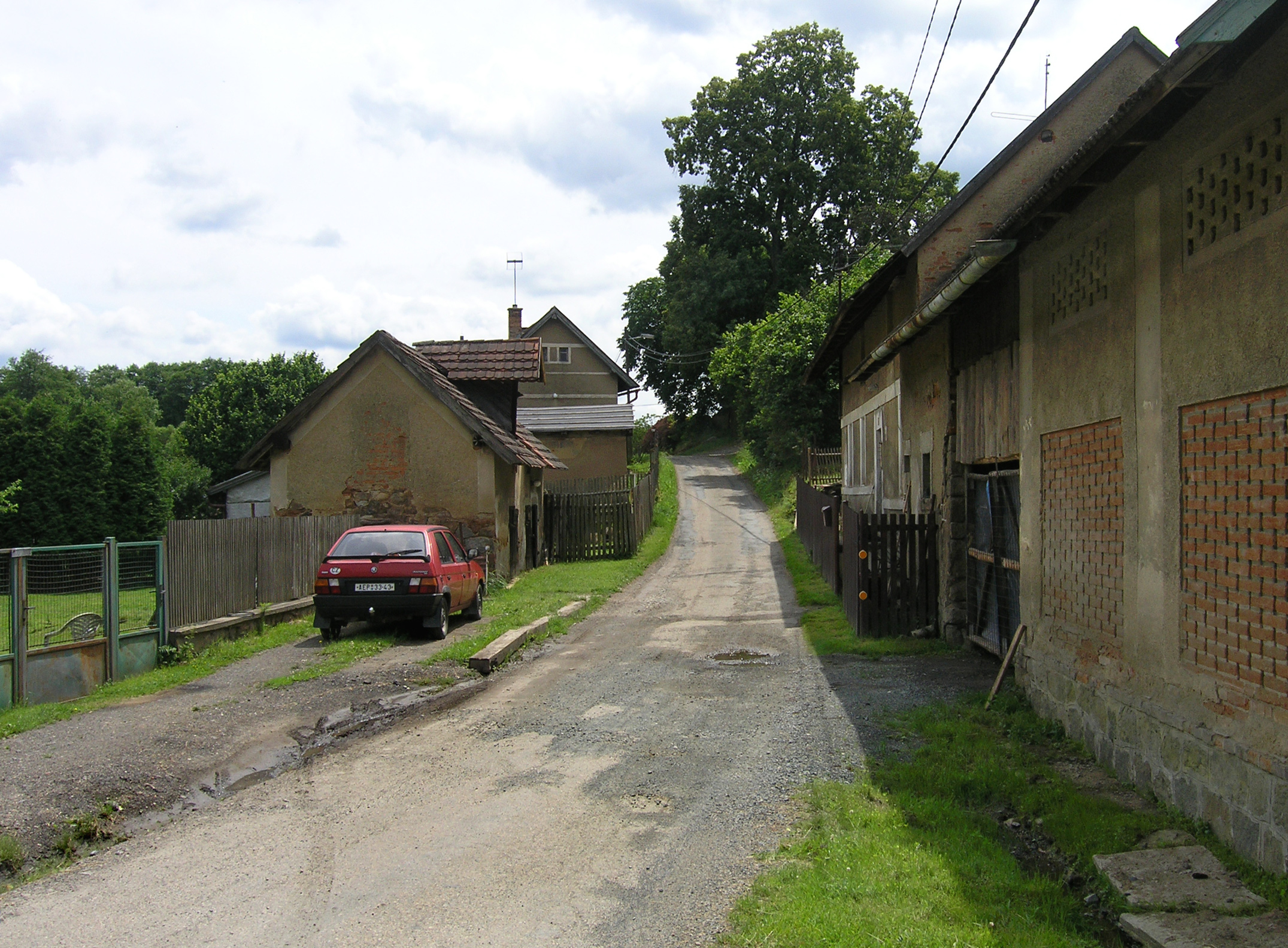
Silnice k Mokřanům